# Eudimorphodontoidea
Los eudimorfodontoideos (Eudimorphodontoidea) son una superfamilia extinta de pterosaurios ranforrincoideos que contiene a los miembros de las familias Eudimorphodontidae (también conocida como Campylognathoididae) y Raeticodactylidae. Todas estas especies vivieron en el Triásico Superior, menos Campylognathoides, que vivió en el Jurásico Inferior.

## Clasificación
- Familia Eudimorphodontidae

- Austriadactylus
- Campylognathoides
- Carniadactylus
- Caviramus
- Eudimorphodon

- Familia Raeticodactylidae

- Raeticodactylus
- Caviramus? = probablemente sea un eudimorfodóntido